# Neptosternus malayanus
Neptosternus malayanus är en skalbaggsart som beskrevs av Lars Hendrich och Michael Balke 1997. Neptosternus malayanus ingår i släktet Neptosternus och familjen dykare. Inga underarter finns listade i Catalogue of Life.